# دراگوتین وراگوویچ
دراگوتین وراگوویچ (کرواتی: Dragutin Vragović؛ ۱۸ سپتامبر ۱۸۹۷ – ۲۳ ژانویهٔ ۱۹۷۳) بازیکن فوتبال اهل یوگسلاوی بود.
از باشگاه‌هایی که در آن بازی کرده‌است می‌توان به باشگاه فوتبال گراجانسکی زاگرب اشاره کرد.
وی همچنین در تیم ملی فوتبال یوگسلاوی بازی کرده‌است.